# Panapasi Nelesone

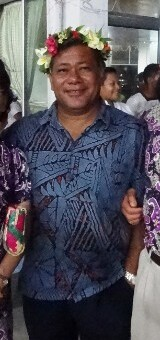
Panapasi Nelesone en 2015

Panapasi Nelesone est un homme politique tuvaluan.

## Biographie
Il travaille dans la haute administration publique avant d'entrer en politique, et devient le secrétaire au gouvernement, le plus haut poste de l'administration.
Il est élu député de l'atoll de Nukufetau au Fale i Fono, le parlement national, à l'occasion d'une élection partielle le 30 juin 2023, et est nommé ministre des Affaires étrangères étrangères et ministre de la Justice début août, dans le gouvernement de Kausea Natano. Conservant son siège de député aux élections législatives de janvier 2024, il est fait vice-Premier ministre ainsi que ministre des Finances et du Développement par le nouveau Premier ministre Feleti Teo.